# Saint-Pierre (Vallée d'Aoste)
Pour les articles homonymes, voir Saint-Pierre.
Saint-Pierre est une commune italienne de la Vallée d'Aoste.

## Géographie
La commune de Saint-Pierre s'étend sur la gauche orographique de la Doire Baltée, près de la limite occidentale de l'agglomération de la plaine aostoise, à l'adret par rapport à Aymavilles.

Localisation de la commune de Saint-Pierre à l'intérieur de la Vallée d'Aoste.

## Histoire
Sous le fascisme, les communes de Saint-Pierre, Villeneuve, Saint-Nicolas, Aymavilles et Introd ont été fusionnées dans une seule commune dénommée Villanova Baltea. Les communes originales ont été rétablies après la chute du régime.

## Économie
Saint-Pierre fait partie de l'unité des communes valdôtaines du Grand-Paradis.

### Agriculture
L'activité économique de la commune s'appuie surtout sur la production des pommes, les meilleures de la Vallée d'Aoste. La coopérative Cofruits s'occupe de la recolte et de la vente, la qualité la plus répandue est la reinette Canada. La haute qualité de ces produits est due à la composition du terrain, riche en minéraux et en argile.
La coopérative Pain de Coucou travaille depuis des années en prise directe avec la Cofruits pour la promotion et la vente des produits agroalimentaires valdôtains.

### Viticulture
Sur les collines de Torrette, au nord du bourg de Saint-Pierre, s'étendent les vignobles du Vallée d'Aoste Torrette et du Vallée d'Aoste Torrette supérieur, deux des meilleurs vins DOC (Dénomination d'Origine Contrôlée) valdôtains.

## Monuments et lieux d'intérêt

### Châteaux
- Près du hameau Tâche se situe l'un des plus célèbres châteaux valdôtains (le Château de Saint-Pierre), siège du musée régional des sciences naturelles ;

- Près du bourg se trouve le château Sarriod de la Tour.

### Architectures religieuses
- Le prieuré Saint-Jacquême ;
- La chapelle de Rumiod, datant du XVIe siècle ;
- La chapelle de Vétan, remontant au XVe siècle.

### Architectures civiles
- Château-Feuillet, bâtiment non fortifié, malgré sa dénomination, voulu par la famille Gerbore au XIXe siècle.

## Personnalités liées à Saint-Pierre
- Ferdinand Fenoil (1845-1888) - homme religieux, historien, professeur de langue et littérature française au Grand séminaire d'Aoste

## Galerie de photos

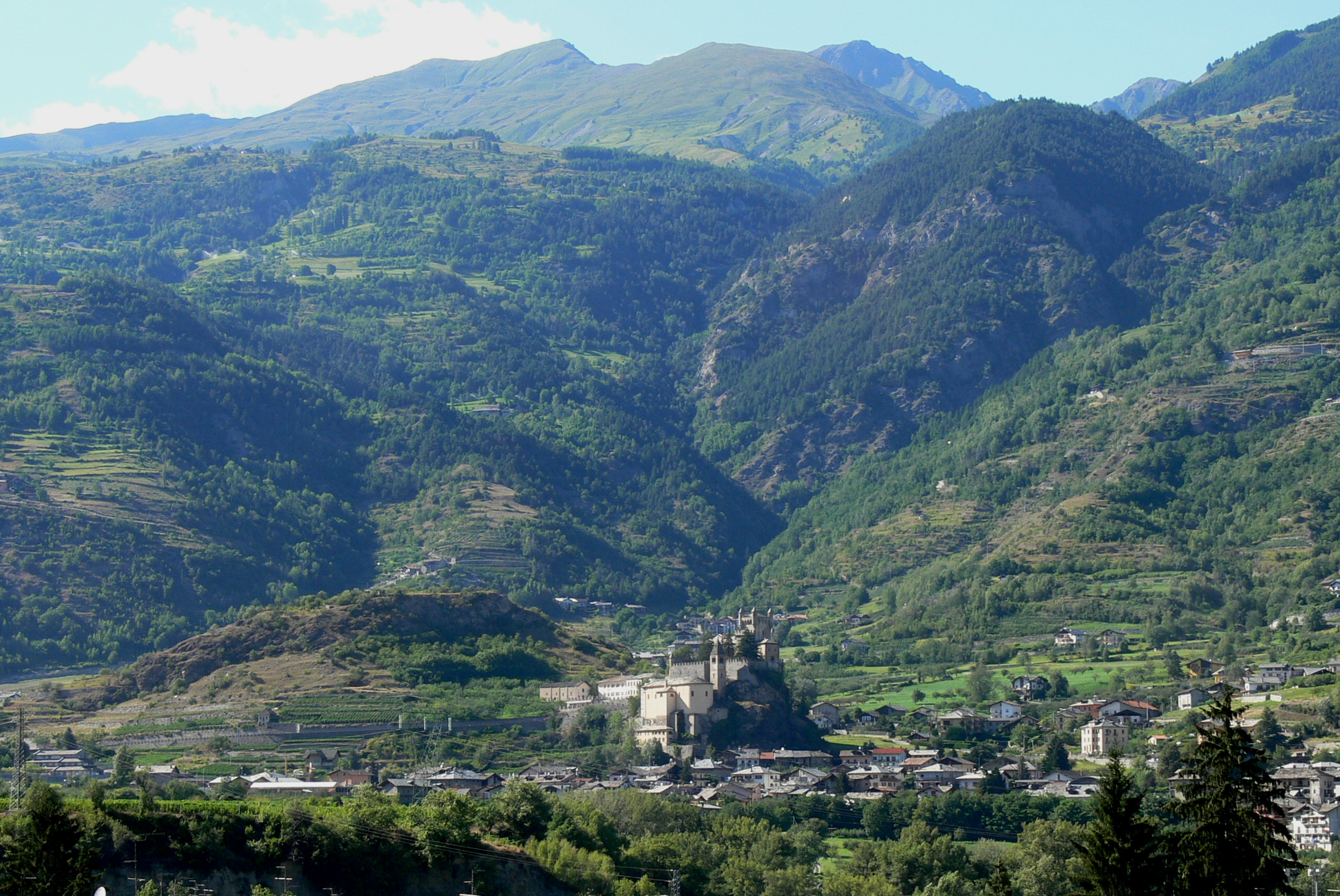
Panorama du territoire de la commune de Saint-Pierre.
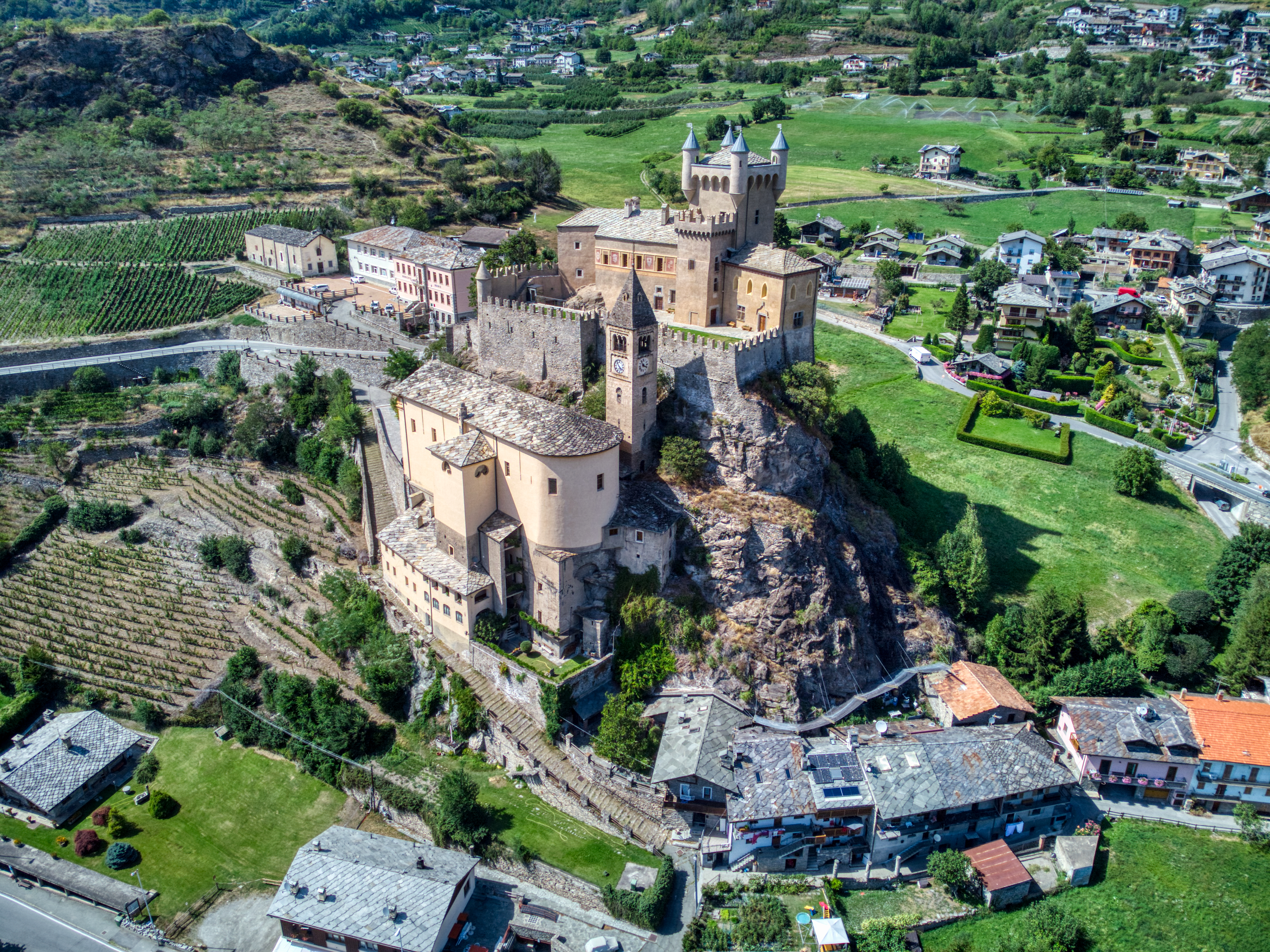
Le château de Saint-Pierre.
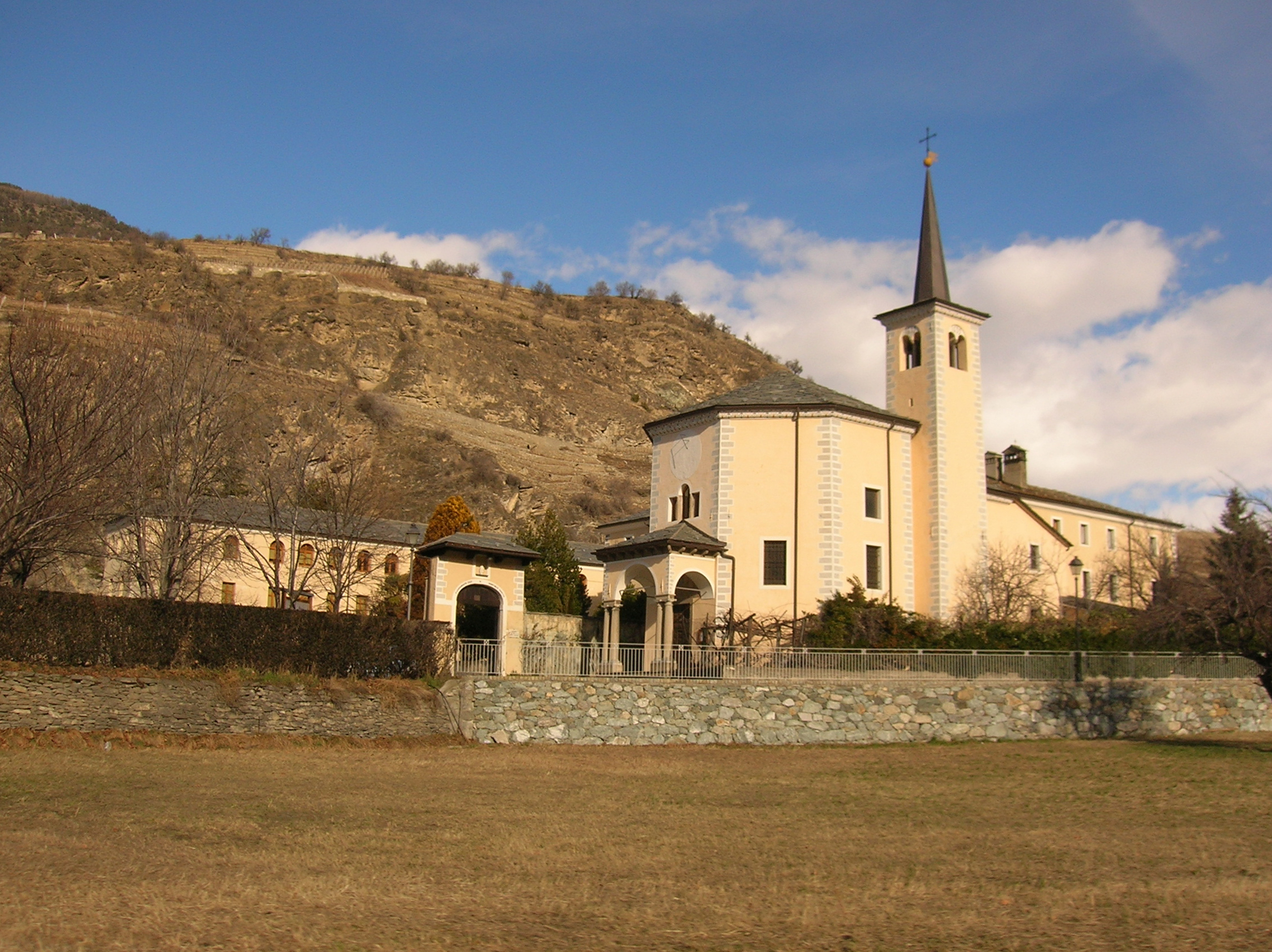
Le prieuré Saint-Jacquême.
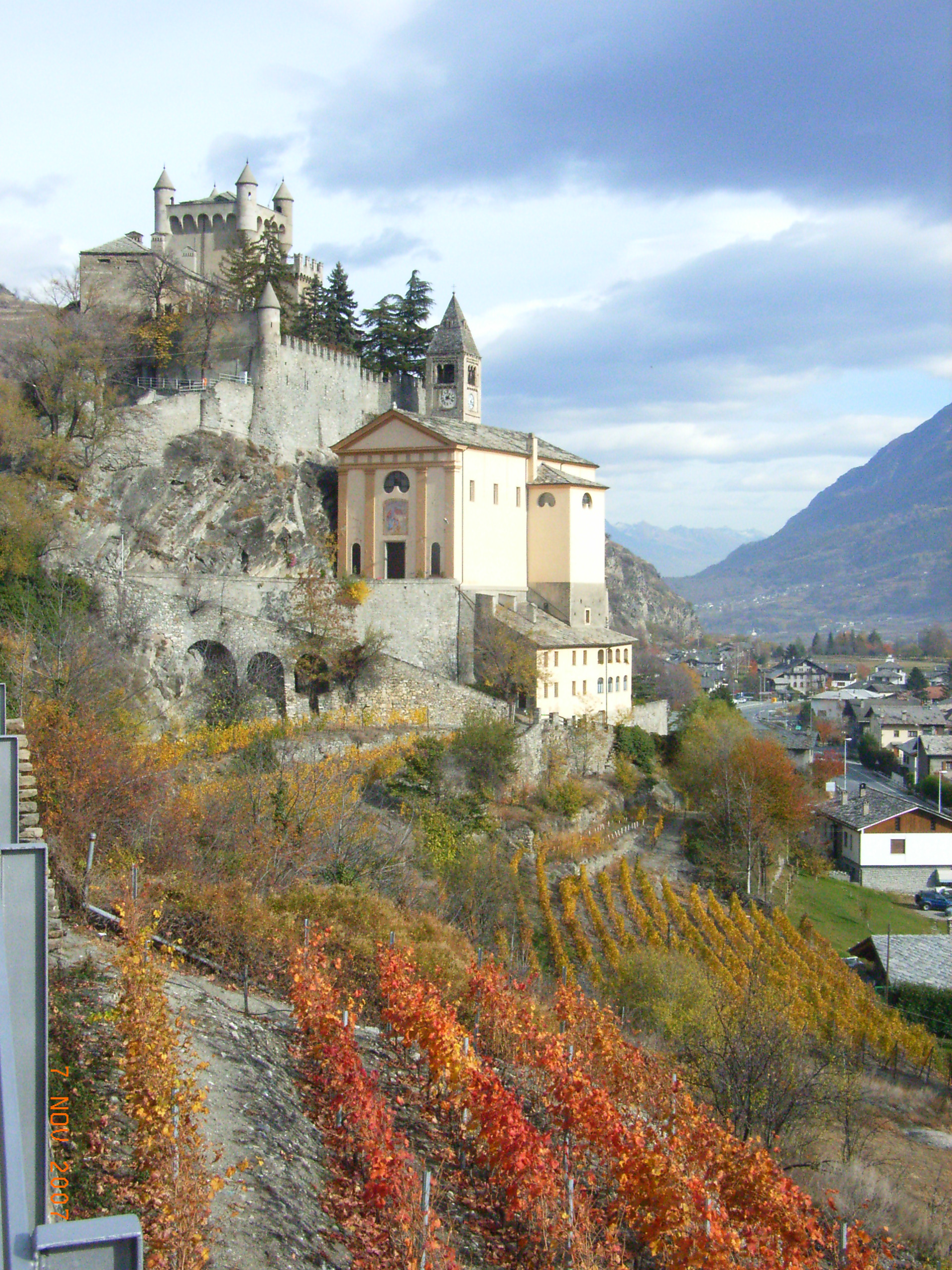
Le château de Saint-Pierre et ses vignobles.
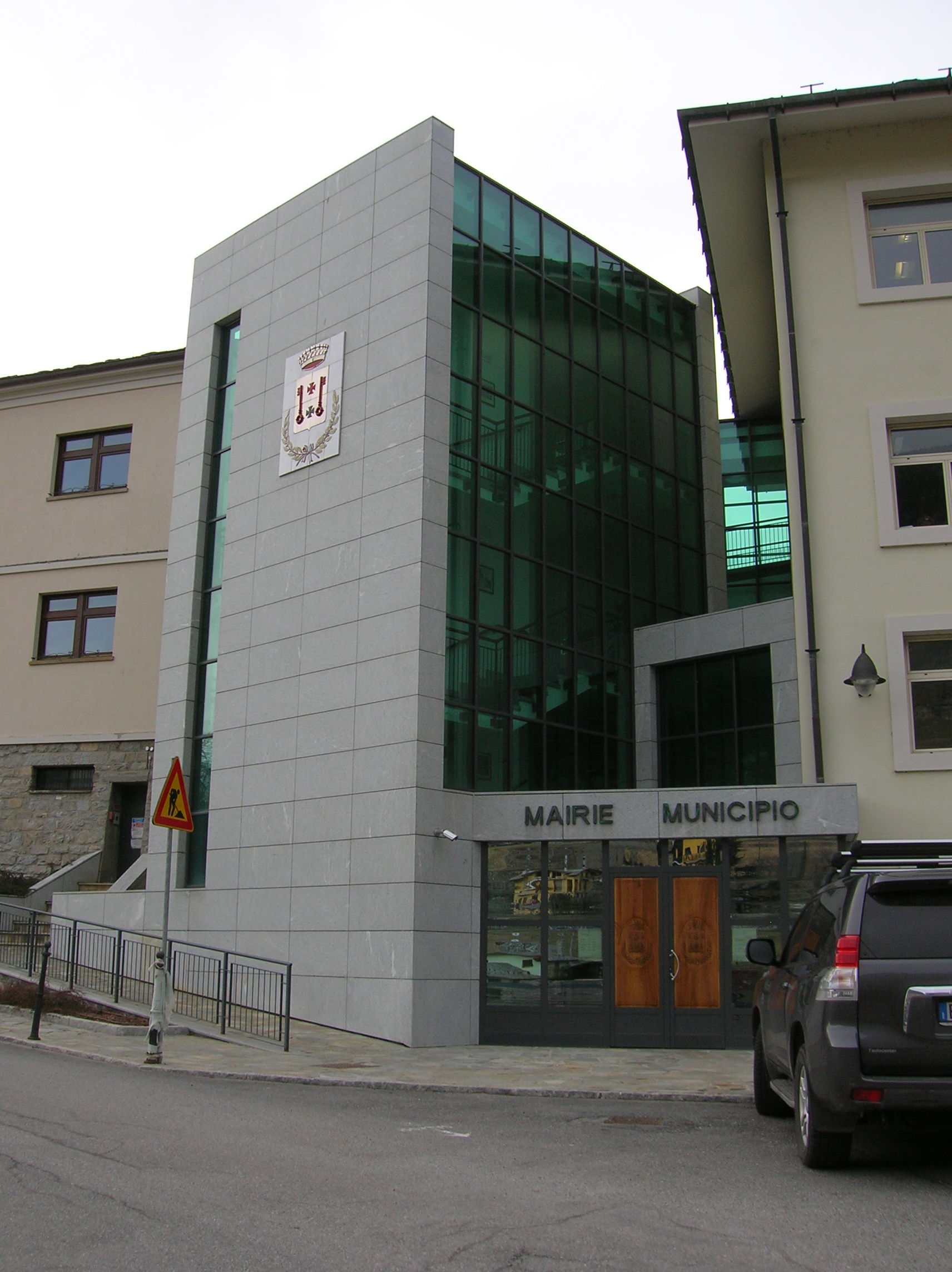
La maison communale.
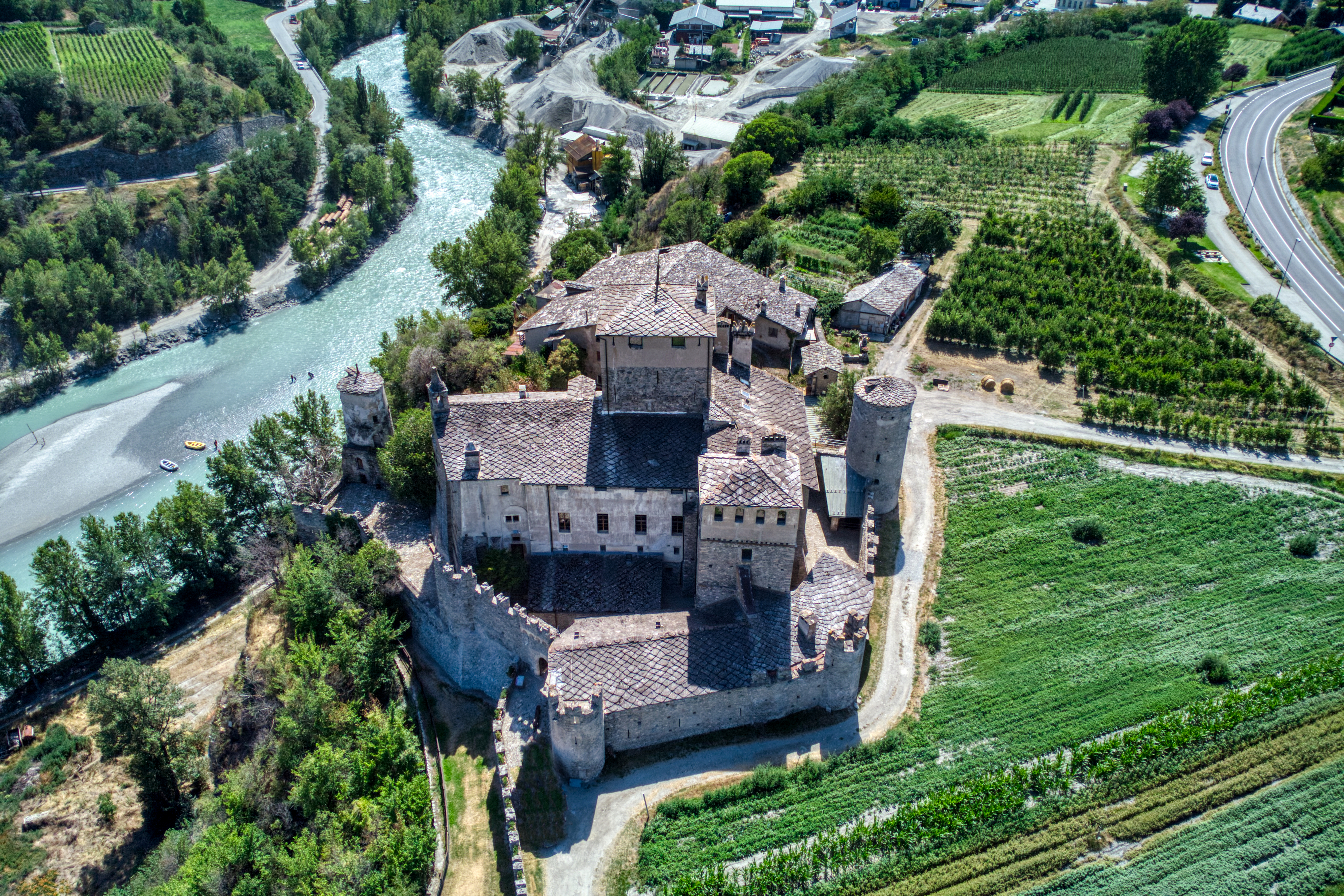
Le Château Sarriod de la Tour.
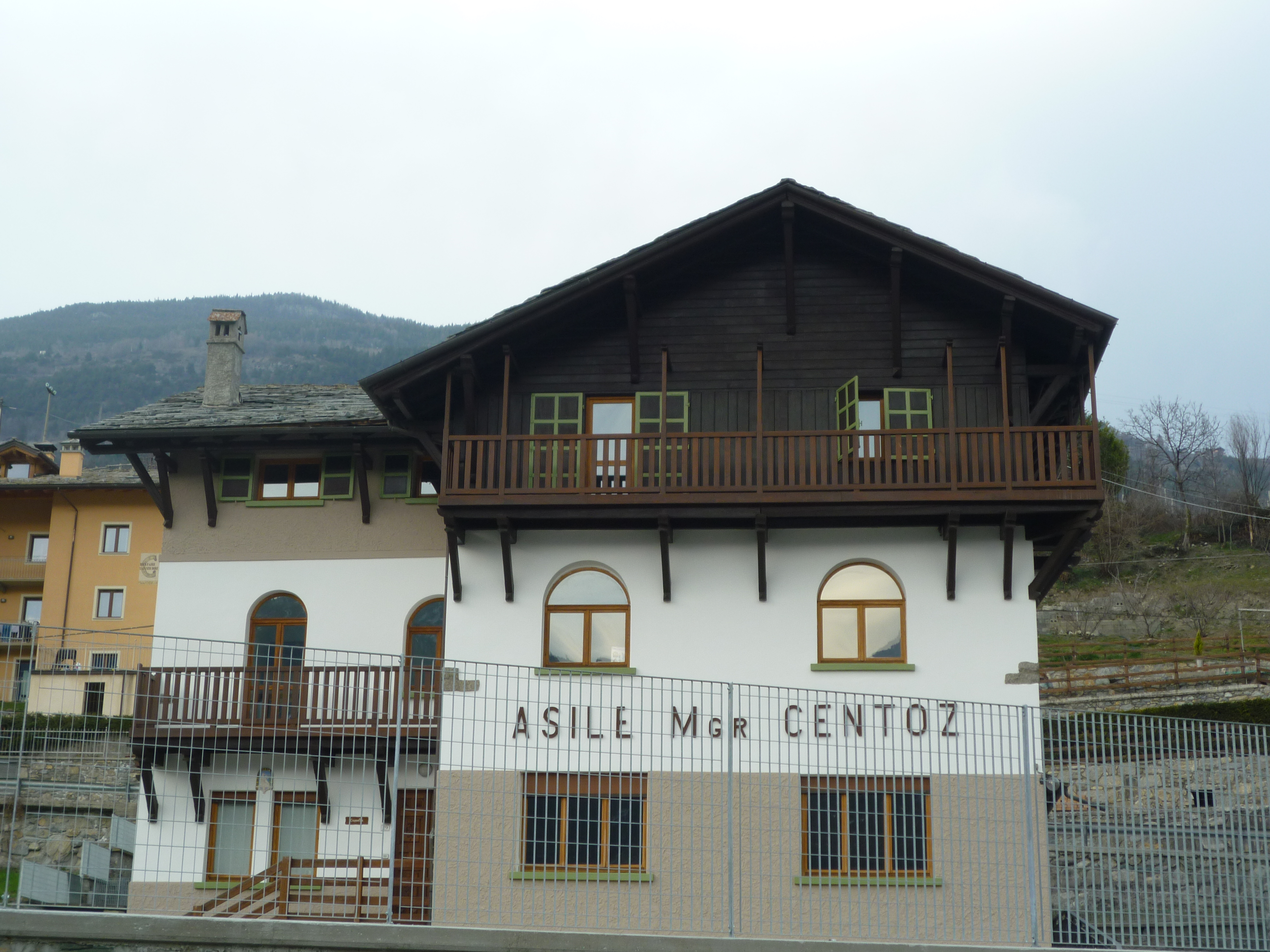
L'asile d'enfants Mgr Louis Centoz, également siège de la bibliothèque communale.
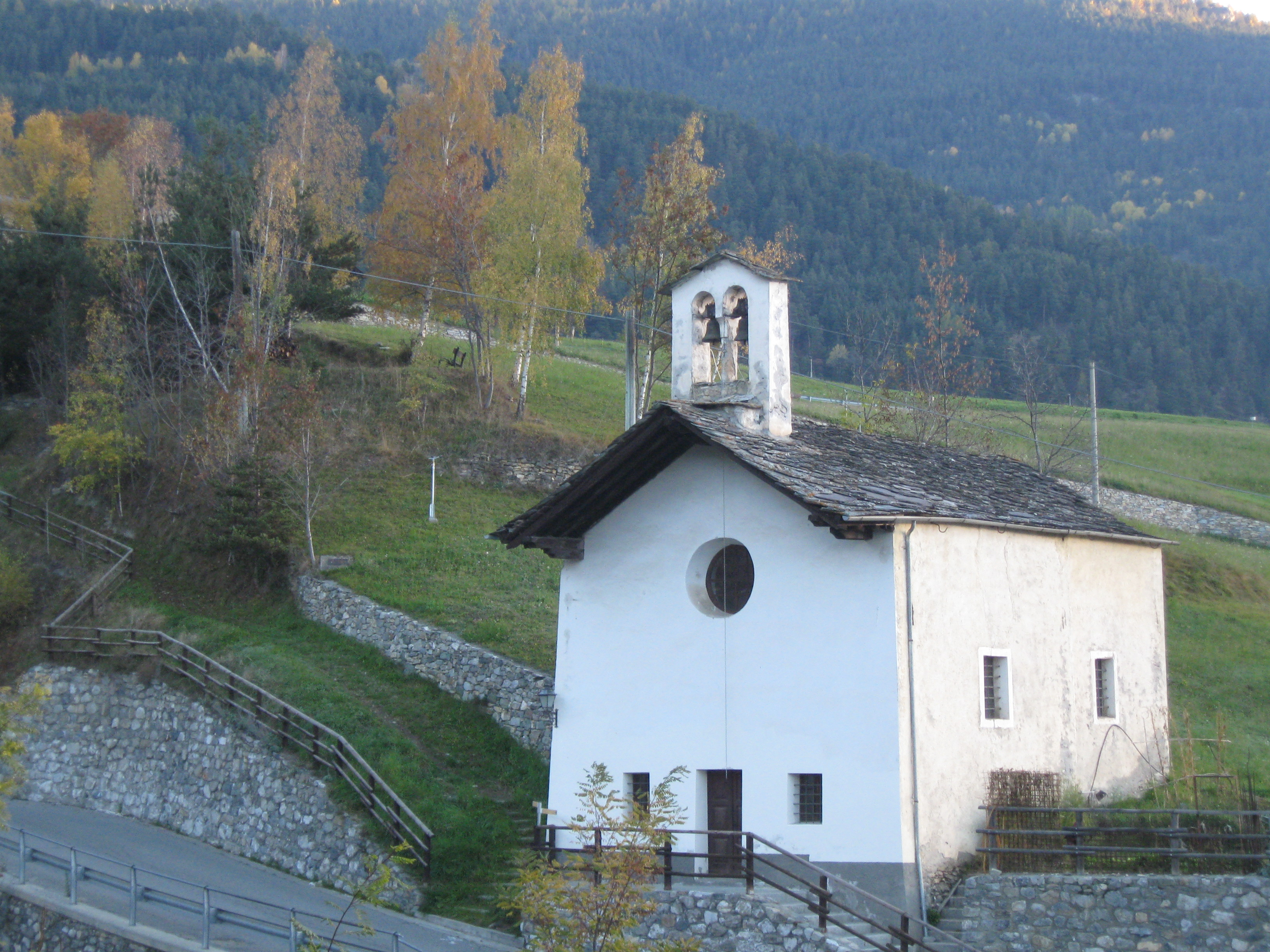
La chapelle de Rumiod.
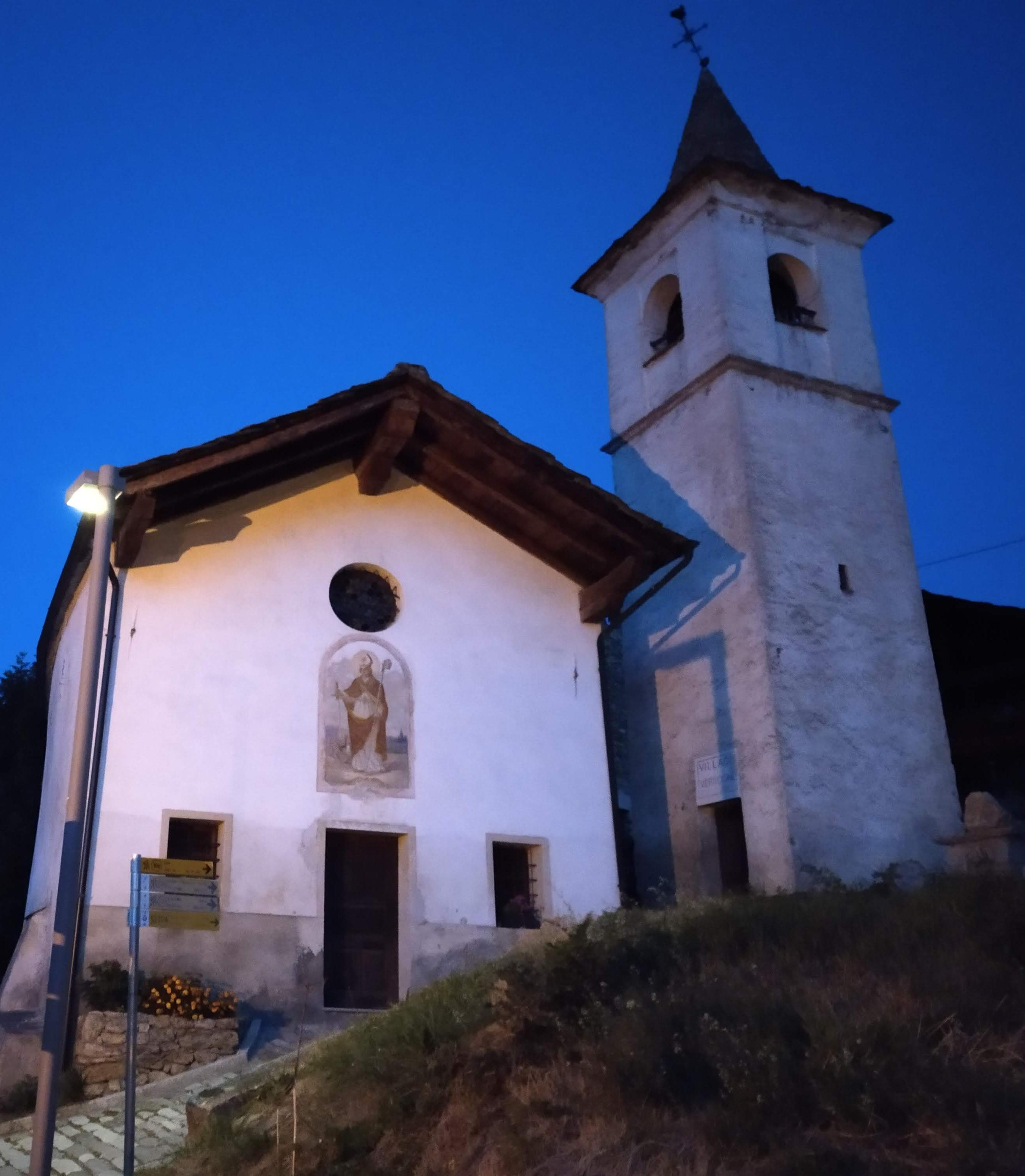
La chapelle de Verrogne

## Sport
Dans cette commune se pratique le palet, l'un des sports traditionnels valdôtains.
Près du prieuré Saint-Jacquême se situe un terrain de football.

## Transports
La commune disposait d'une gare sur la ligne Aoste - Pré-Saint-Didier, définitivement fermée le 24 décembre 2015.

## Administration
| Période                                  | Période        | Identité                  | Étiquette                         | Qualité  |
| ---------------------------------------- | -------------- | ------------------------- | --------------------------------- | -------- |
| 10 mai 2005                              | 24 mai 2010    | Giuseppe Jocallaz         |                                   | Syndic   |
| 24 mai 2010                              | 9 mai 2015     | Danielle Lale Démoz       | Liste civique                     | Syndique |
| 10 mai 2015                              | 6 février 2020 | Paolo Lavy                | UV, Edelweiss, groupe indépendant | Syndic   |
| 2020                                     | 2022           | Commission extraordinaire | -                                 |          |
| 16 mai 2022                              | En cours       | Andrea Barmaz             |                                   | Syndic   |
| Les données manquantes sont à compléter. |                |                           |                                   |          |

### Hameaux
- Bourg, le chef-lieu : rue Conrad Gex, localité Chévreyron, rue de la liberté, rue Émile Chanoux, rue du Châtel-Argent, rue de la tour, rue 4 novembre, Clos Silvestre, rue de la colline, rue de la gare ;
- Hameaux : Alleysin, Babelon, Bachod, Bercher, Bosses, Bressan, Breyes, Bussan Dessous, Bussan Dessus, Bussan du milieu, Caillet, Champrétavy, Chantel, Charrion, Château-Feuillet, Cognein, Combaz, Combellin, Creuzet, Étavel, Grandzettaz, Homené dessous, Homené dessus, Jacquemin, Jeanton, Jonin, La Barmaz, La Charrère, La Croix, La Grange, La Pièce, La Rosière, Luboz, Méod dessous, Méod dessus, Montagnine, Ordines, Orléans dessous, Orléans dessus, Orléantson, Pelon, Perchut, Plan Châtelair, Pommier, Praulin, Praximond, Preille, Prieuré, Ronchaille, Roserettaz, Rossan, Rumiod de lé, Rumiod dessous, Rumiod dessus, Séez, Tâche, Torrette, Véreytaz, Vergnod, Vermian, Vernes, Verrogne, Vétan dessous, Vétan dessus, Vétan Villette, rue du Petit-Saint-Bernard (RN 26)

### Communes limitrophes
Avise, Aymavilles, Gignod, Saint-Nicolas, Saint-Rhémy-en-Bosses, Sarre, Villeneuve

## Jumelages
- Saint-Pierre-en-Faucigny (France) - depuis 1995